# Kunovice (ort i Tjeckien, Zlín, lat 49,44, long 17,81)
Kunovice är en ort i Tjeckien.   Den ligger i regionen Zlín, i den östra delen av landet, 250 km öster om huvudstaden Prag. Kunovice ligger 398 meter över havet och antalet invånare är 647.
Terrängen runt Kunovice är platt åt nordväst, men åt sydost är den kuperad. Terrängen runt Kunovice sluttar norrut.Runt Kunovice är det ganska tätbefolkat, med 75 invånare per kvadratkilometer. Närmaste större samhälle är Vsetín, 17,8 km sydost om Kunovice. I omgivningarna runt Kunovice växer i huvudsak blandskog.